# Styrian Panthers
Gli Styrian Panthers sono una squadra di football americano di Hönigsberg (in precedenza di Graz), in Austria. Attivi negli anni '80, hanno successivamente chiuso; hanno ripreso l'attività nel 2022.

## Dettaglio stagioni

### Tornei nazionali

#### Campionato

##### AFL
| Stagione | regular season | regular season | regular season | regular season | regular season | regular season | playoff | playoff | playoff | playoff | playoff | playoff   | playoff    |
|          | Vin            | Par            | Per            | Tot            | PF             | PS             | Vin     | Per     | Tot     | PF      | PS      | risultato | avversaria |
| -------- | -------------- | -------------- | -------------- | -------------- | -------------- | -------------- | ------- | ------- | ------- | ------- | ------- | --------- | ---------- |
| 1985-86  | 0+?            | 0+?            | 3+?            | 8              | 6+?            | 82+?           | -       | -       | -       | -       | -       | -         | -          |
| Totale   | 0+?            | 0+?            | 3+?            | 8              | 6+?            | 82+?           | -       | -       | -       | -       | -       |           |            |

Fonti: Enciclopedia del Football - A cura di Massimo Mezzetti

##### American Football 2. Liga
| Stagione | regular season | regular season | regular season | regular season | regular season | regular season | playoff | playoff | playoff | playoff | playoff | playoff   | playoff    |
|          | Vin            | Par            | Per            | Tot            | PF             | PS             | Vin     | Per     | Tot     | PF      | PS      | risultato | avversaria |
| -------- | -------------- | -------------- | -------------- | -------------- | -------------- | -------------- | ------- | ------- | ------- | ------- | ------- | --------- | ---------- |
| 1984     | ?              | ?              | ?              | ?              | ?              | ?              | ?       | ?       | ?       | ?       | ?       | ?         | ?          |
| Totale   | ?              | ?              | ?              | ?              | ?              | ?              | ?       | ?       | ?       | ?       | ?       |           |            |

Fonti: Enciclopedia del Football - A cura di Massimo Mezzetti

##### AFL - Division III
| Stagione | regular season | regular season | regular season | regular season | regular season | regular season | playoff | playoff | playoff | playoff | playoff | playoff   | playoff    |
|          | Vin            | Par            | Per            | Tot            | PF             | PS             | Vin     | Per     | Tot     | PF      | PS      | risultato | avversaria |
| -------- | -------------- | -------------- | -------------- | -------------- | -------------- | -------------- | ------- | ------- | ------- | ------- | ------- | --------- | ---------- |
| 2022     | 0              | 0              | 8              | 8              | 0              | 280            | -       | -       | -       | -       | -       | -         | -          |
| 2023     | 0              | 0              | 8              | 8              | 0              | 489            | -       | -       | -       | -       | -       | -         | -          |
| Totale   | 0              | 0              | 16             | 16             | 0              | 769            | -       | -       | -       | -       | -       |           |            |

Fonti: Enciclopedia del Football - A cura di Massimo Mezzetti